# Hajdučka vremena (1977.)
Hajdučka vremena, hrvatski dugometražni film iz 1977. godine. Radnja se odvija u malom bosanskom selu Hašani, podno Grmeča, a sam film sniman je na Plitvičkim jezerima.